# Christopher Fogt
Christopher Fogt (* 29. Mai 1983 in Orange Park, Florida) ist ein ehemaliger US-amerikanischer Bobsportler und Major der United States Army.

## Karriere
Christopher Fogt studierte bis 2008 an der Utah Valley University und trat danach der United States Army bei. Am 1. Dezember 2007 gab er in Calgary sein Debüt im Bob-Weltcup. Bei den Olympischen Spielen 2010 startete er als Anschieber von John Napier im Viererbob-Wettbewerb. Dort stürzte die Crew im zweiten Lauf, rutschte meterweit kopfüber durch die Bahn und startete in den folgenden Läufen nicht mehr. Nach den Spielen war Fogt als Soldat im Irak stationiert.
2014 gewann Fogt bei den Olympischen Spielen in Sotschi zusammen mit Steven Langton, Curtis Tomasevicz und Pilot Steven Holcomb die Silbermedaille im Viererbob-Wettbewerb. Im Zweierbob-Wettbewerb wurde er als Anschieber von Cory Butner Elfter. Es folgte eine dreijährige Pause vom Bobsport, da Fogt wieder in der Armee diente. Anfang 2016 folgte die Rückkehr zum Bobsport im Nordamerika-Cup. Dort zeigte Fogt gute Leistungen und wurde für die Winterspiele 2018 in Pyeongchang nominiert. Dort belegte er als Anschieber von Justin Olsen im Viererbob-Wettbewerb den 20. Platz.